# (35408) 1997 YS13
1997 YS13 (asteroide 35408) é um asteroide da cintura principal. Possui uma excentricidade de 0.13326650 e uma inclinação de 0.37554º.
Este asteroide foi descoberto no dia 31 de dezembro de 1997 por Takao Kobayashi em Oizumi.